# Four Seasons in One Day
"Four Seasons in One Day" is een nummer van de Australische band Crowded House. Het nummer werd uitgebracht op hun album Woodface uit 1991. Op 8 juni 1992 werd het nummer uitgebracht als de vierde single van het album.

## Achtergrond
"Four Seasons in One Day" is geschreven door de broers Neil en Tim Finn en was oorspronkelijk bedoeld voor hun gezamenlijke album Finn Brothers. Het nummer werd later gebruikt voor het Crowded House-album Woodface, nadat de twee projecten werden samengevoegd. Neil Finn schreef het nummer in zijn flat in St Kilda East, een buitenwijk van Melbourne, en de titel verwijst naar een zin die vaak in de stad werd gezegd om het veranderlijke weer te beschrijven. In een interview vertelde hij: 
"Four Seasons in One Day was een typische zin uit Melbourne, omdat het soms een warme, zonnige dag is en het 's avonds gaat hagelen. [Tim] en ik zaten vaak in een emotionele achtbaan en er was veel angst in die periode. Dus het was een goede omschrijving van onze vele stemmingen, zowel collectief als individueel."
"Four Seasons in One Day" werd uitgebracht als de vierde single van het album Woodface, nadat de eerdere singles "Chocolate Cake", "Fall at Your Feet" en "Weather with You" ook succes kenden. De single bereikte de 26e positie in het Verenigd Koninkrijk, de 33e positie in Nieuw-Zeeland (het thuisland van de gebroeders Finn), de 47e positie in Australië en de 68e positie in Canada.
In Nederland werd de single veel gedraaid op de landelijke radiozenders en werd een bescheiden hit. De single bereikte de Nederlandse Top 40 niet maar bleef steken op een 10e positie in de Tipparade. De single behaalde wél de 50e positie in de Nationale Top 100.
In België werden zowel de beide Vlaamse hitlijsten als de Waalse hitlijst niet bereikt.
In 1996 verscheen "Four Seasons in One Day" op het compilatiealbum Recurring Dream van de band en werd het gespeeld tijdens hun eerste serie afscheidsconcerten. In 2001 werd het nummer geplaatst op de 84e positie in de lijst met de honderd beste nummers uit Nieuw-Zeeland ooit. In 2005 werd het nummer gecoverd door Sally Seltmann onder haar artiestennaam New Buffalo het een tribute-album She Will Have Her Way, waarop nummers van de gebroeders Finn werden gezongen door vrouwen. Daarnaast spelen Neil en Tim Finn onder de naam Finn Brothers het nummer regelmatig samen, waarbij zij het nummer altijd opdragen aan Crowded House-drummer Paul Hester, die in 2005 zelfmoord pleegde.
Sinds de editie van december 2003 staat de plaat genoteerd in de jaarlijkse NPO Radio 2 Top 2000 van de Nederlandse publieke radiozender NPO Radio 2, met als hoogste notering een 475e positie in 2011.

## Hitnoteringen

### Nationale Top 100
| Hitnotering: 01-08-1992 t/m 19-09-1992 | Hitnotering: 01-08-1992 t/m 19-09-1992 | Hitnotering: 01-08-1992 t/m 19-09-1992 | Hitnotering: 01-08-1992 t/m 19-09-1992 | Hitnotering: 01-08-1992 t/m 19-09-1992 | Hitnotering: 01-08-1992 t/m 19-09-1992 | Hitnotering: 01-08-1992 t/m 19-09-1992 | Hitnotering: 01-08-1992 t/m 19-09-1992 | Hitnotering: 01-08-1992 t/m 19-09-1992 | Hitnotering: 01-08-1992 t/m 19-09-1992 |
| Week                                   | 1                                      | 2                                      | 3                                      | 4                                      | 5                                      | 6                                      | 7                                      | 8                                      |                                        |
| -------------------------------------- | -------------------------------------- | -------------------------------------- | -------------------------------------- | -------------------------------------- | -------------------------------------- | -------------------------------------- | -------------------------------------- | -------------------------------------- | -------------------------------------- |
| Positie                                | 94                                     | 85                                     | 79                                     | 60                                     | 55                                     | 50                                     | 63                                     | 82                                     | uit                                    |

### NPO Radio 2 Top 2000
| Nummer met noteringen in de NPO Radio 2 Top 2000 | '03 | '04 | '05 | '06 | '07 | '08 | '09 | '10 | '11 | '12 | '13 | '14 | '15 | '16 | '17 | '18  | '19  | '20  | '21 | '22 | '23 | '24 |
| ------------------------------------------------ | --- | --- | --- | --- | --- | --- | --- | --- | --- | --- | --- | --- | --- | --- | --- | ---- | ---- | ---- | --- | --- | --- | --- |
| Four Seasons in One Day                          | 494 | 593 | 628 | 596 | 547 | 613 | 742 | 706 | 475 | 832 | 711 | 823 | 940 | 825 | 863 | 1198 | 1086 | 1197 | 921 | 936 | 999 | 939 |

1. ↑  Een vetgedrukt getal geeft de hoogste notering aan.
2. ↑  2003 was het eerste jaar met een notering voor dit nummer.